# (331) Etheridgea
(331) Etheridgea est un astéroïde de la ceinture principale découvert par Auguste Charlois le 1er avril 1892 a Nice.